# Salut, les cousins
Pour plus de détails, voir Fiche technique et Distribution.
Salut, les cousins (titre original : Kissin' Cousins) est un film américain réalisé par Gene Nelson, sorti en 1964.

## Synopsis
Un officier de l'armée est envoyé aux Smoky Mountains. Il doit y convaincre les habitants de céder leur terre afin qu'elles servent de base de lancement de missiles. Sur place, il découvre qu'il a un sosie, un fils de paysans.

## Fiche technique
- Titre original : Kissin' Cousins
- Titre français : Salut, les cousins
- Réalisation : Gene Nelson
- Scénario : Gene Nelson et Gerald Drayson Adams
- Photographie : Ellis W. Carter
- Montage : Ben Lewis
- Musique : Fred Karger
- Pays de production :  États-Unis
- Format : Couleurs - 2,35:1 - Mono
- Genre : Comédie et film musical
- Dates de sortie :
  - États-Unis : 6 mars 1964
  - France : 22 juillet 1970

## Distribution
- Elvis Presley : Josh Morgan / Jodie Tatum
- Arthur O'Connell : Pappy Tatum
- Glenda Farrell : Ma Tatum
- Jack Albertson : Capitaine Robert Salbo
- Pamela Austin : Selena Tatum
- Yvonne Craig : Azalea Tatum
- Cynthia Pepper : Midge
- Donald Woods : General Alvin Donford
- Tommy Farrell : William George Bailey
- Beverly Powers : Trudy
- Hortense Petra : Dixie
- Bobby Stone : Aide de camp du général